# Jean Paffrath
Jean Paffrath, eigentlich Hans Paffrath, auch Paffraths Schäng genannt, (* 26. Dezember 1922 in Köln-Holweide; † 31. März 2014) war ein deutscher Fußballspieler und -trainer. Der Abwehrspieler brachte es von 1947 bis 1954 in der damals erstklassigen Fußball-Oberliga West auf 151 Ligaeinsätze, in denen er sieben Tore erzielte.

## Laufbahn

### Spieler, 1931 bis 1954
Mit den Rot-Weißen vom Mülheimer SV 06 spielte der junge Paffrath in den Kriegsjahren zuerst in der Gauliga Mittelrhein, bevor er 1941/42 in der Gauliga Köln-Aachen mit den Kölnern den dritten Platz belegte und in dieser Saison für Köln-Aachen in den Spielen um den Reichsbundpokal gegen Westmark (3:1), Bayern (4:3) und Nordmark (0:6) als Verteidiger zum Einsatz kam. Bei Preußen Dellbrück, dem Kultklub aus dem rechtsrheinischen Kölner Stadtteil Dellbrück, ist „Schäng“ Paffrath aufgewachsen und hat dort auch den Großteil seiner Spielerlaufbahn verbracht. Bei den Schwarz-Weißen von der Bergisch-Gladbacher-Straße gehörte er nach dem Zweiten Weltkrieg dem Spielerkreis an, die sich 1946/47 in der Endrunde des Rheinbezirks zusammen mit VfR Köln und Alemannia Aachen für die ab 1947/48 startende Oberliga West qualifiziert hatten. Der schussgewaltige linke Verteidiger im damals praktizierten WM-System rannte mit seinen Mannschaftskameraden durch den wochenlangen Krankheitsausfall des herausragenden Torhüters Fritz Herkenrath zu Beginn der Runde, dem negativen 1:13-Punktestart mit 9:25 Toren in der Hinrunde der Saison 1947/48, hinterher. Seine Qualitäten als Freistoß- und Elfmeterschütze konnte der Verteidiger mit drei Treffern jedoch andeuten, darunter das Elfmetertor am 29. Februar 1948 zum 1:1-Heimremis gegen den Altmeister FC Schalke 04. Am 18. April 1948 brachte der 3:0-Heimerfolg – drei Treffer von Jupp Schmidt – gegen TSG Vohwinkel 80 vor 12.000 Zuschauern im „Et Höffje“ den Punktgleichstand mit je 19:29 Zählern gegen die Mannschaft aus dem Bergischen zustande. In der Folge waren Entscheidungsspiele um den Abstieg angesagt. Erst nach vier erschöpfenden Auseinandersetzungen (1:1 n. V.; 0:0 n. V.; 0:0; 0:1) war die Entscheidung gefallen. Paffrath und seine Preußen traten zur Runde 1948/49 in der Rheinbezirksliga Gruppe 1 an; Vohwinkel blieb in der Oberliga.
Durch das gewachsene Zusammengehörigkeitsgefühl nach einer oftmals gemeinsam verbrachten Schulzeit, Training und Fans um die Ecke – mit dem Fahrrad konnte Paffrath in einer Viertelstunde seine Mannschaftskameraden in Dellbrück erreichen –, blieb die Preußenelf auch nach dem Abstieg zusammen und wurde 1948/49 hinter Bayer 04 Leverkusen Vizemeister. Nach dem Erfolg gegen den Vizemeister der Gruppe 2, SC West Köln (4:3 n. V.)setzten sich Paffrath und Kollegen in der eigentlichen Oberligaqualifikationsrunde gegen SpVgg Herten und Fortuna Düsseldorf durch und gehörten damit 1949/50 wieder der Oberliga West an. Gleichzeitig hatte auch der 1. FC Köln den Oberligaaufstieg vollzogen.
Der Start in die Saison 1949/50 glückte am 4. September 1949 mit einem 3:2-Heimerfolg gegen Alemannia Aachen. Das Schlussdreieck der Preußen bildeten dabei Herkenrath im Tor und Karl Habets und Paffrath in der Verteidigung. Bei den Schwarz-Gelben aus Aachen debütierte dabei auf Rechtsaußen der junge Jupp Martinelli in der Ligaelf. Am fünften Rundenspieltag, den 2. Oktober, trennte man sich vom 1. FC Köln vor 15.000 Zuschauern mit einem 1:1-Remis. Paffrath agierte bei den Preußen wie gewohnt als linker Verteidiger, beim 1. FC tat dies Spielertrainer Hennes Weisweiler. Das Rückspiel entschied Hans Schäfer am 12. Februar 1950 mit zwei Treffern vor 25.000 Zuschauern zum 2:0-Erfolg für die „Geißbock“-Elf. Der letzte Spieltag, am 7. Mai, entschied das Rennen um die Vizemeisterschaft. Borussia Dortmund war bereits Meister, aber dahinter waren mit dem 1. FC Köln, FC Schalke 04 und Preußen Dellbrück drei Teams punktgleich mit je 37:21 Zählern platziert. Paffrath und seine Preußen setzten sich im Heimspiel gegen Rhenania Würselen mit 4:1 Toren durch. Da gleichzeitig Lokalrivale 1. FC Köln und Schalke 04 ihre Spiele verloren, holte sich Dellbrück mit 39:21 Punkten die Vizemeisterschaft in der Oberliga West. Herkenrath (29), Habets (28) und Paffrath (29-2) bildeten dabei das Rückgrat der Defensive. Im Angriff vertraute man auf die Qualitäten von Jupp Schmidt (30-14), Kurt Hardt (27-8) und Walter Severin (30-9).
Die Endrunde um die deutsche Fußballmeisterschaft wurde danach zum sportlichen Höhepunkt der Dellbrücker Vereinsgeschichte. Zuerst setzte man sich in Koblenz am 21. Mai mit einem 1:0 nach Verlängerung gegen den SSV Reutlingen durch. Es schloss sich der 2:1-Erfolg am 4. Juni in Frankfurt gegen den Titelverteidiger VfR Mannheim an. Im Halbfinale gab es zuerst in Stuttgart am 11. Juni ein torloses 0:0 gegen Kickers Offenbach, ehe man im Wiederholungsspiel acht Tage später in Oberhausen vor 45.000 Zuschauern im ausverkauften Niederrheinstadion mit 0:3 Toren den Einzug in das Finale verpasste. Bereits ab der 15. Minute war der Abwehrspieler Willi Schlömer mit einem Kreuzbandriss ausgefallen und der wichtige linke Halbstürmer Kurt Hardt hatte überhaupt nicht an der Endrunde teilnehmen können. Paffrath hatte alle vier Endrundenspiele bestritten.
Zwar kam mit Herbert Dörner zur Runde 1950/51 ein großes Talent hinzu, aber der große Schwung war weg. Paffrath absolvierte alle 30 Ligaspiele und erzielte ein Tor, es reichte lediglich mit 28:32 Punkten zum achten Rang. Der 1. FC Köln war jetzt die Nummer eins in Köln. Vor der Runde hatten FC-Präsident Franz Kremer und Trainer Weisweiler den Verteidiger zu den „Geißböcken“ holen wollen. Als zur Saison 1951/52 tatsächlich Torhüter Herkenrath die Rheinseite wechselte, war Dellbrück endgültig in die zweite Reihe gerückt. Neben der schwierigen personellen Konkurrenzsituation machte Paffrath dafür auch die leidige Platzangelegenheit der Preußen ab der Saison 1948/49 ohne eigenes Stadion verantwortlich. Auch zu „Heimspielen“ musste die Rheinseite gewechselt werden. Der Dellbrücker Ball rollte vor eigenem Publikum linksrheinisch in Köln-Müngersdorf, ausgerechnet dort, wo eigentlich die Kölner Ligakonkurrenten um Präsident Kremer zuhause waren. Verteidiger Paffrath absolvierte am 20. April 1952, beim 2:1-Auswärtserfolg bei Sportfreunde Katernberg, das letzte Oberligaspiel für seine Preußen. Nach 110 Oberligaeinsätzen mit sieben Toren schloss sich der jahrelange Preußenspielführer zur Runde 1952/53 der Mannschaft vom Uhlenkrug, Schwarz-Weiß Essen, an. Für ETB war er in 17 Spielen im Einsatz und hängte 1953/54 seine letzte aktive Runde als Oberligaakteur beim Rheydter SV mit weiteren 24 Ligaspielen an. In Essen und Rheydt war er neben seiner Vertragsspielertätigkeit auch jeweils bereits als Jugendtrainer im Einsatz. Paffrath hatte im Jahr 1952 erfolgreich seine Ausbildung zum Fußball-Lehrer abgeschlossen.

### Trainer
Der ehemalige Dellbrücker Oberligaverteidiger „Schäng“ Paffrath übernahm zur Runde 1954/55 in der Landesliga Westfalen, Gruppe 2 (Süd), die Sportfreunde Siegen. Nach dem 4:3-Sieg nach Verlängerung gegen den punktgleichen SuS Menden 09 – je 40:12 – hatte er mit Siegen die Gruppenmeisterschaft gewonnen. Nach den Spielen um die Westfalenmeisterschaft, wo die Sportfreunde hinter den Aufsteigern in die 2. Liga West, Eintracht Gelsenkirchen und VfB 03 Bielefeld, den dritten Rang belegt hatten, vertrat er mit Siegen Westfalen in den Spielen um die deutsche Amateurmeisterschaft. In den Gruppenspielen setzte sich das Team um die Amateurnationalspieler Herbert Schäfer und Werner Rarrasch sowie Paul Haase gegen SV Bergisch Gladbach, SV Sterkrade 06/07 und den FC Neukölln souverän mit 11:1 Punkten durch. Im Halbfinale konnte auch die Elf um Willi Gerdau, der Heider SV, den Siegerländern bei der 1:3-Niederlage den Finaleinzug nicht verbauen. Die Paffrath-Schützlinge gewannen am 25. Juni 1955 vor 15.000 Zuschauern in Wetzlar die deutsche Amateurmeisterschaft unter der Leitung von FIFA-Schiedsrichter Albert Dusch überlegen mit 5:0 Toren gegen die SpVgg Homburg. In der Runde 1955/56 gewann Siegen mit 13 Punkten Vorsprung vor dem Vizemeister Menden die Staffelmeisterschaft in der Landesliga Gruppe 2. In der Westfalenmeisterschaft musste man aber dem SC Dortmund 95 den Vortritt lassen.
Im ersten Jahr des ab dem 10. Juli 1957 zwischen Preußen Dellbrück und dem SC Rapid Köln aus der Fusion entstandenen Oberligaklubs SC Viktoria 04 Köln, 1957/58, führte der Mann aus Dellbrück die Elf von der Radrennbahn Müngersdorf zum neunten Rang in der Oberliga West. Danach räumte er seinen Trainerstuhl für Hennes Weisweiler und übernahm 1958/59 Eintracht Gelsenkirchen, die Mannschaft vom Stadion am Südpark, in der 2. Liga West. In der Runde 1962/63 beendete ein Intermezzo beim Rheydter SV seine Laufbahn als Fußballtrainer.